# Stemorrhages exuala
Stemorrhages exuala là một loài bướm đêm trong họ Crambidae.